# 단도제

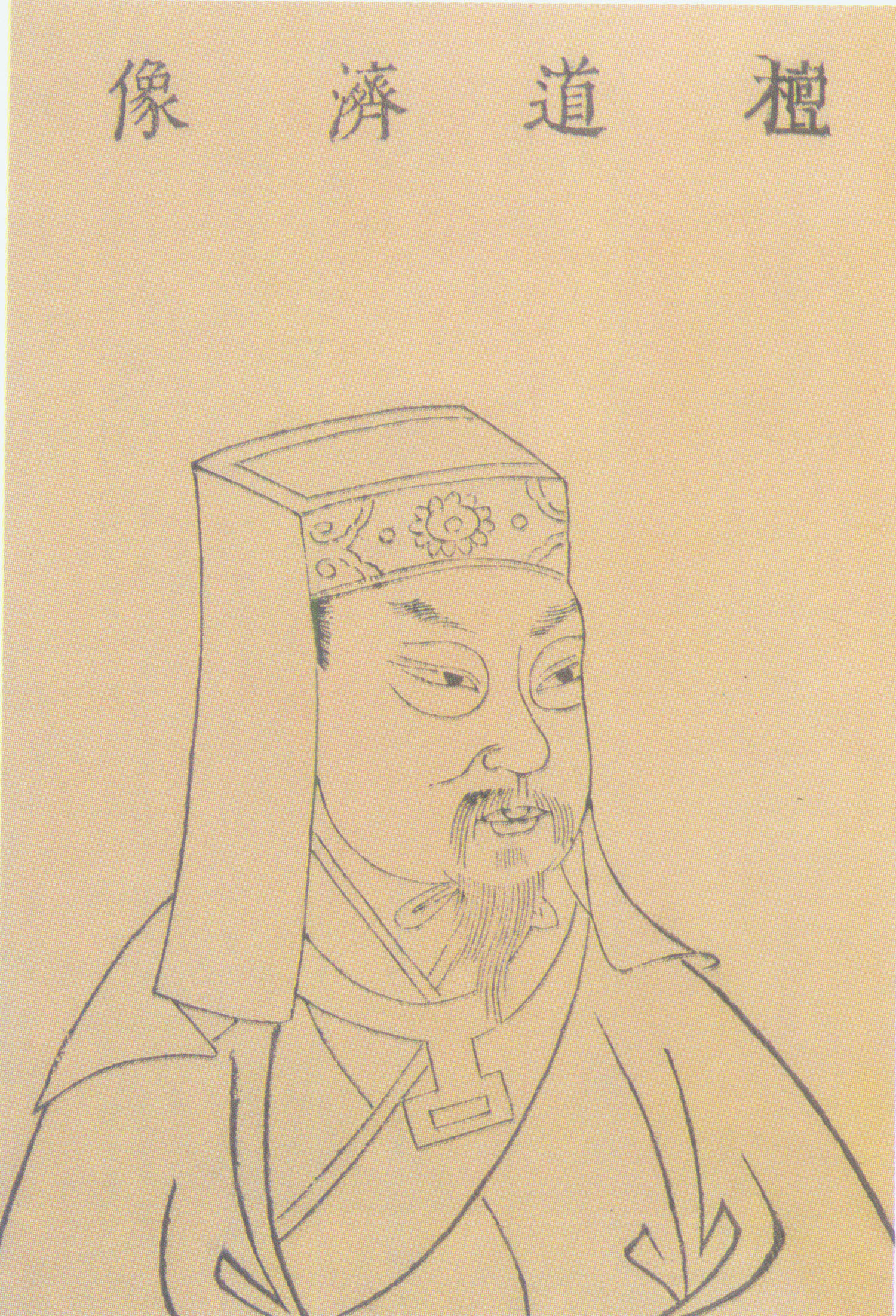

단도제(檀道濟, ? ~ 436년 4월 9일)는 중국 남북조시대 동진, 유송의 명장으로, 고평군(高平郡) 금향현(金鄕縣) 사람이다. 최종 작위는 영수현공(永修縣公)이다. 무제 유유의 부하로 북벌에 많은 공을 세웠다.

## 생애

### 동진 시대
동진(東晉) 말기에 손은(孫恩)을 추격해 승리한 공로로 건무장군(建武武軍)이 된 유유(劉裕)를 따라 군사에 참여, 경성(京城)을 평정했다. 거듭 승진하여 태위참군(太尉參軍)이 되었다. 진 안제(晉安帝) 의희(義熙) 12년(416년) 유유를 따라 후진(後秦)을 공격하면서 선봉에 서서 낙양(洛陽)으로 진군했는데, 포로로 잡은 사람을 모두 석방해 중원 사람들 가운데 감복하여 귀의하는 사람들이 아주 많았다. 장안(長安)이 평정되자 낭야내사(琅邪內史)가 되었다.

### 유송 시대
송나라에 들어 호군장군(護軍將軍)으로 옮기고, 영수현공(永修縣公)에 봉해졌다. 송 무제(宋武帝)가 임종하면서 서선지(徐羨之) 등에게 고명(顧命)을 내릴 때 참여했고, 소제(少帝)를 폐하고 살해하는 일에도 관여했다.
송 문제(宋文帝)가 즉위하자 중용되었고, 원가(元嘉) 8년(431년) 무리를 이끌고 북벌에 나섰는데, 군량이 떨어졌음에도 무사히 회군했다. 사공(司空)에 오르고, 심양(尋陽)을 지켰다. 위명(威名)이 대단히 위(魏)나라 사람들이 두려워했다. 조정에서 그를 의심하고 꺼려 피살당했다. 잡혔을 때 화를 내며 "너희들이 만리장성을 무너뜨리려느냐!(乃壞汝萬里長城)"라고 고함을 친 일이 유명하다.

## 가족
단도제에게는 여러명의 자식들이 있었으나, 단도제와 함께 죽었고, 벼슬이 없던 자식들 역시 죽임을 당했다.

### 형제
- 단소(檀韶) - 의양현후(宜陽縣侯)
- 단지(檀祗) - 서창위후(西昌威侯)

### 자녀
- 단식(檀植)급사황문시랑(給事黃門侍郎)을 지냈다.
- 단찬(檀粲)사도종사중랑(司徒從事中郎)을 지냈다.
- 단습(檀隰)태자사인(太子舍人)을 지냈다.
- 단승백(檀承伯)정북주부(征北主簿)를 지냈다.
- 단준(檀遵)비서랑(秘書郎)을 지냈다.
- 단이(檀夷)
- 단옹(檀邕)
- 단연(檀演)

### 인척
- 단빙지(檀憑之) - 오촌 당숙, 곡아현공(曲阿縣公)